# Estelí
Estelí, oficiálně Villa de San Antonio de Pavia de Estelí, je město a obec v departementu Estelí v Nikaragui. Estelí je se 109 408 obyvateli (odhad pro rok 2020) osmé největší město Nikaragui a aktivní obchodní centrum na severu země.
Estelí leží na síti silnic Panamericana, 150 km severně od Managuy. Město je progresivní a neustále se rozvíjí. Díky nadmořské výšce 844 m n. m. zde panuje teplé klima. Město je také obklopeno zalesněnými horami, na kterých rostou borovice, duby a ořechy a náhorními plošinami, sahajícími až do výšky 1600 m n. m., z nichž některé jsou chráněny jako přírodní rezervace.

## Partnerská města
- Bielefeld, Německo
- Delft, Nizozemsko
- Évry, departement Essonne, Francie
- La Habra, stát Kalifornie, USA
- Linköping, Švédsko
- Sant Feliu de Llobregat, Španělsko
- Sheffield, Spojené království
- Stavanger, Norsko